# Будова вітрила

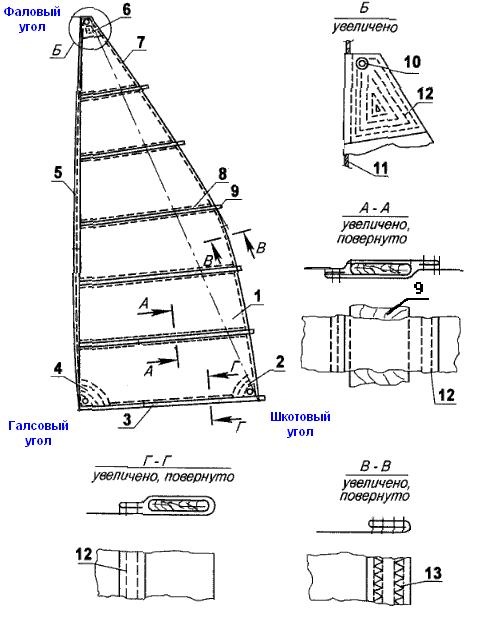
Схема бермудського грота.

Вітрило — рушій вітрильного судна, полотнище або гнучка пластина для перетворення енергії вітру в енергію руху судна.

## Типи вітрил

### Прямі вітрила
Пряме вітрило є симетричним, має прямокутну, квадратну або трапецієподібну форму. Кріпиться верхньою шкаториною до реї, розтягується за нижні кути шкотами (у деяких вітрил додатково галсами). Встановлюється перпендикулярно діаметральній площині (під кутом 90°), але в деяких курсах відносно вітру може змінювати цей кут за допомогою брасів, галсів і булінів. Прямі вітрила найбільш ефективні при курсах, близьких до 180° (фордевінд і бакштаг).

### Косі вітрила
Косі вітрила, на відміну від прямих, ставляться своєю площиною ближче до діаметральної площини судна. Можуть кріпитися до гафелів, рейків, гіків або ходити по штагах чи леєрах.
Чотирикутні вітрила

Схема гафельного вітрила: 1 — передня шкаторина, 2 — нижня шкаторина, 3 — задня (вільна) шкаторина, 4 — верхня шкаторина, 5 — верхній галсовий кут, 6 — галсовий кут, 7 — шкотовий кут, 8 — нок-бензельний кут, 9 — верхній галсовий люверс, 10 — передній рифовий люверс, 11 — галсовий люверс, 12 — шкотовий люверс, 13 — задній рифовий люверс, 14 — нок-бензельний люверс, 15 — бант, 16 — ліктрос, 17 — латкишеня, 18 — секція вітрила, 19 — риф-бант, 20 — риф-гат, 21 — риф-штерт

Чотирикутне косе вітрило має форму неправильного чотирикутника. До таких вітрил належать гафельне, шпринтове, гуарі, люгерне і джонкове. Мають чотири кути і чотири шкаторини.
Трикутні вітрила
Трикутні вітрила мають три кути і три шкаторини. Бермудські нижньою шкаториною розтягуються по гіку, латинські — верхньою шкаториною кріпляться до похилого рейка, клівери і стакселі — підіймаються на фалах вздовж штагів або леєрів.

## Геометричні елементи

### Кути

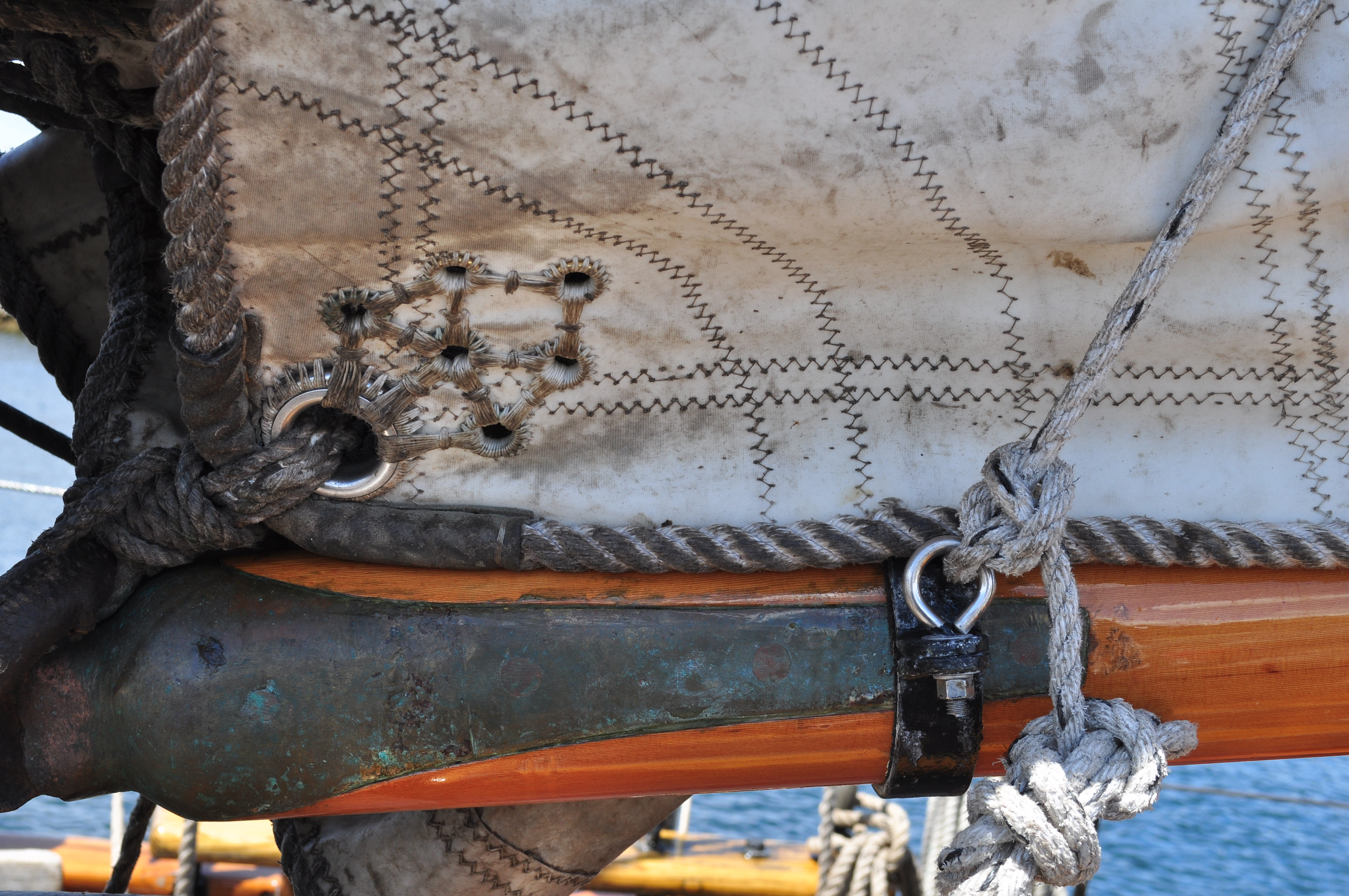
Кріплення нижнього галсового кута гафельного вітрила

Назви кутів вітрила утворені від назв тих снастей, які до цих кутів приєднуються.
У прямого вітрила нижні кути називаються шкотовими: до них кріпляться шкоти, а в нижніх вітрил — ще й галси. Залежно від кута атаки вітряного потоку розрізняють навітряний та підвітряний шкотові кути. При зміні галса ці кути (так само як і відповідні шкоти) змінюються назвами. Верхні кути прямих вітрил називають нок-бензельними — нок-бензелями вони кріпляться до ноків реї (один з них також називається навітряним, другий — підвітряним).
У косому трикутному вітрилі верхній кут називається фаловим: до нього кріплять фал для підйому вітрила. З двох нижніх кутів передній називається галсовим, а задній — шкотовим: до першого кріпиться галс, до другого — шкот. У латинського вітрила передній кут (прикріплений до нижчого нока рейка) називається галсовим, задній нижній — шкотовим, а задній верхній — нок-бензельним. У шпрайцгафельного вітрила, що здебільшого має форму перевернутого трикутника (рідше чотирикутника), шкотовим є задній кут, прикріплений до нока шпрайцгафеля, фаловим — верхній, а галсовим — нижній.
У косому чотирикутному вітрилі нижні кути називаються так само, як у трикутного. Верхній передній кут гафельного вітрила називається зазвичай верхнім галсовим, верхній задній  — нок-бензельним. У люгерних вітрил обидва верхні кути носять назву нок-бензельних. У розрізному вітрилі (фок+клівер) передній верхній кут фока називається бензельним, задній верхній — нок-бензельним.
Галсовий кут жорстко закріплений в будь-якій точці (наприклад, на вертлюгу гіка для грота або на палубі для стакселя). Шкотовий кут може переміщатися і встановлюється залежно від галса.

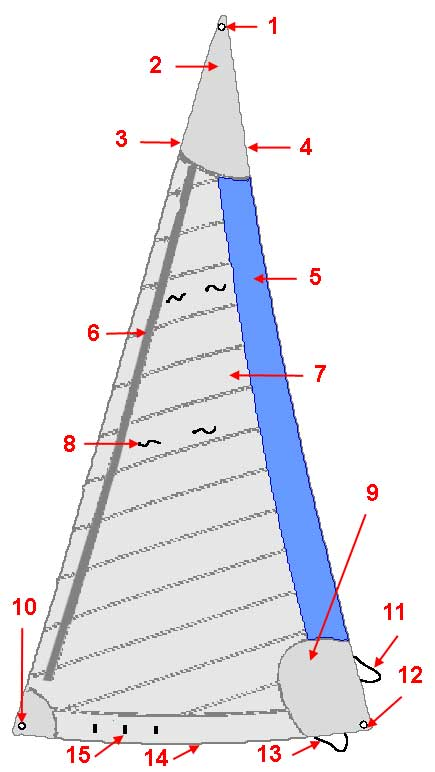
Схема генуї: 1 — фаловий кут, 2 — бант, 3 — передня шкаторина, 4 — задня шкаторина, 5 — протиультрафіолетове покриття, 6 — передня накладка з фольги, 7 — смуги парусини, 8 — чаклунчики, 9 — бант, 10 — галсовий кут, 11 — відтяжка задньої шкаторини, 12 — шкотовий кут, 13 — відтяжка нижньої шкаторини, 14 — нижня шкаторина, 15 — позначки для рифування

### Шкаторини
Шкато́рина (від нід. schoothorn — «кут вітрила») — крайка вітрила, обшита для міцності ліктросом. Залежно від форми, вітрило може мати від трьох до п'яти шкаторин. У прямих вітрил шкаторин чотири: верхня, нижня і дві бічні. У косих трикутних вітрил виділяють передню, задню і нижню шкаторини, у косих чотирикутних — передню, задню, верхню і нижню шкаторини. Передня шкаторина в кліверів і задня шкаторина інших трикутних вітрил може також називатися ко́сою. Ще одне позначення передньої шкаторини трикутних вітрил — стояча, а задньої — шкотова. Якщо нижня шкаторина косого вітрила не кріпиться до гіка, вона може також називатися «борідкою».
Прямі, латинські і гафельні вітрила кріпляться до реї (гафеля) верхньою шкаториною. Нижньою шкаториною кріпляться до гіка бермудські вітрила і деякі гафельні (останні можуть мати і вільну нижню шкаторину).

### Пузо
Вітрила для різних вітрів викроюються з різною кривизною. Для слабких вітрів застосовують більш пузаті вітрила, для сильних — більш плоскі. Утворення пуза досягається за допомогою лат, вкладених у латкишені, або за рахунок натягання шкотів.

### Серп
Серп (серповина) вітрила — опуклість, ділянка у формі сегмента, що утворюється прямими лініями, проведеними між кутами вітрила (у чотирикутних вітрил — між сусідніми кутами) і шкаторинами. За правилами вимірювань яхт, площа вітрила береться рівною площі трикутника, проведеного по трьох кутах — фаловому, галсовому і шкотовому. Таким чином, серпи додають трохи «зайвої» площі, яка збільшує загальну площу вітрила, підвищуючи і його ефективність. Кожна шкаторина має свою серповину, і будучи випрямленими, ці шкаторини віддають «зайву» тканину, яка утворює пузо вітрила. У бермудського грота передня шкаторина кріпиться до щогли, а нижня — до гіка, тому ефект пуза в них проявляється тільки за рахунок серповини задньої шкаторини. У деяких бермудських гротів площа задньої серповини доходить мало не до 30-35 % площі, отриманої шляхом обмірювання вітрила.
Зазвичай штормові вітрила серповин не мають, або викроюються навіть з від'ємними серповинами, щоб зробити вітрило якомога більш плоским. Природно, вітрила для слабких вітрів крояться більш пузатими.
У прямих вітрил від'ємну серповину часто має нижня шкаторина: для проходу під вітрилом штагів.

## Конструкція
Вітрило повинно не тільки створювати силу тяги, але й має витримувати великі навантаження, легко піддаватися регулюванню, швидко прибиратися і ставитися. У зв'язку з цим вітрило має безліч допоміжних елементів.

### Матеріали
Характеристики вітрила залежать від крою, будови і якості тканини. Існує кілька ключових чинників, використовуваних при оцінці волокна для парусини:
- Модуль пружності — здатність опиратися розтяганню. Ця якість важлива при плаванні на гострих курсах.
- Опірність на розрив — вимірюється як сила, що діє на площу поперечного перерізу.
- Повзучість — описує тривале розтягання волокна. Волокно з підвищеною повзучістю може мати високу пружність, але з часом тканина з нього втрачає форму.
- Опірність ультрафіолетовому світлу — втрата міцності внаслідок дії ультрафіолетового проміння вимірюється на установленому випробуванні.
- Стійкість до тривалих згинань — втрата міцності внаслідок згинання, складання, коливань, часто вимірюється на промисловому випробуванні на 50 згинань.
- Економічна ефективність — визначається початковою вартістю і довговічністю матеріалу.

Традиційно вітрила шилися з лляного чи бавовняного полотна. Товщина парусини може бути різною (у Російській імперії розрізнювали 8 номерів), і а товщина вітрила залежить від його розмірів: нижні вітрила шиють з товстішої парусини. Матеріали XXI століття включають нейлон для спінакерів (де вимагається легкість і пружний опір різким навантаженням), і широкий спектр синтетичних волокон для інших вітрил, включаючи лавсан, арамід (у тому числі кевлар), та інші рідкокристалічні полімери (у тому числі Vectran).
Міцність тканих матеріалів, таких як лавсан, може бути визначена на основі системи нумерації в деньє (неметричних одиницях лінійної густини). Лавсан високої міцності має нумерацію, кратну 220, 350 і 570 деньє, у той час як лавсан низької міцності має нумерацію, кратну 150, 250, і 400 деньє. Парусину зазвичай піддають термоусадці для стягання переплетення, потім проклеюють меламіном. Нумерацію зазвичай вказують окремо для основи і утоку, наприклад, 220/570.

### Полотно

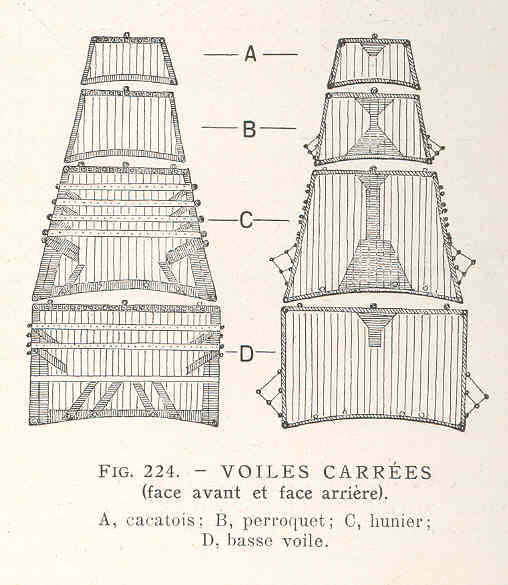
Елементи нижнього вітрила (D), марселя (C), брамселя (B) і бом-брамселя (A). Видно риф-банти, стоплати марселя і брамселя, діагональні боути

Полотно вітрила шиється з кількох викроєних за спеціальними лекалами шматків парусини (секцій, полотнищ). Існує два основні способи зшивання секцій полотна — поперечне і радіальне. При першому способі секції пришиваються паралельно одна до однієї, часто паралельно до нижньої шкаторини. Секції трикутних вітрил викроюють по діагоналі ткацького переплетення (тобто щоб передній і задній кінці, де вітрило має дотикатися до щогли і штага, припадали на місце перехрещування ниток основи і утоку): це дозволяє вітрилу розтягатися вздовж передньої шкаторини, але мінімізує розтягання нижньої шкаторини. При радіальному способі зшивання секцій вони йдуть «променями» з кутів. Такі вітрила краще переносять навантаження до центру, і зазвичай мають більшу продуктивність порівняно із зшитими поперечно. Бірадіальними називають трикутні вітрила, чиї секції виходять з двох кутів, трирадіальними — вітрила, у яких секції йдуть з усіх трьох кутів. Бермудські гроти зазвичай шиються бірадіальними, оскільки галсовий кут у них не зазнає великих навантажень, у той час як стакселі і спінакери роблять частіше трирадіальними, оскільки сильні навантаження припадають на всі їхні кути.
Навкоси, вздовж чи поперек полотна можуть пришиватися підсилювальні смуги — боути, у місцях кріплення риф-сезнів пришиваються риф-банти. З лицьової (кормової) сторони марселя біля нижньої шкаторини пришивається трапецієподібний бант — стоплат, призначений для захисту вітрила від тертя о марс і салінг.

Поперечно зшиті секції
Бірадіально зшиті секції
Трирадіально зшиті секції

### Кути
Кути вітрила сприймають величезні зосереджені навантаження від фалів, галсів і шкотів. Тому кути вітрил зміцнюють особливо ретельно. На м'якоть вітрила в кутах пришивають у кілька шарів спеціально викроєні сектори з щільної парусини — банти. Бант пробивають, і в отвір вставляють металевий люверс, який ретельно прошивають. На великих і штормових вітрилах боути додатково посилюються металевими пластинами з листової сталі — фаловими пластинами.

### Шкаторина
Оскільки шкаторина повинна витримувати значні навантаження, її додатково підсилюють тонким слабкокрученим тросом — ліктросом. Край шкаторини підвертають, а ліктрос вкладають всередину і ретельно прошивають. Ліктрос укладають таким чином, що уздовж шкаторини через певний крок він утворює кренгельси — невеликі петлі, через які можна протягнути снасть для кріплення, наприклад, слабліня або реванта.
Передню шкаторину трикутного вітрила додатково підсилюють ще поздовжнім бантом. Часто обшивають бантом і нижню шкаторину. Штормові вітрила завжди мають банти по всіх шкаторинах.

### Латкишені
Латкишеня являє собою довгу порожнину, пришиту до м'якоті вітрила, майже паралельно нижній шкаторині (перпендикулярно задній шкаторині), і відкриту в бік задньої шкаторини. У ці кишені вставляються довгі металеві, дерев'яні або пластикові дощечки — лати. По суті, лата виконує функцію нервюри.
На сучасних перегонових яхтах лати не тільки підтримують серповину задньої шкаторини, але і регулюють жорсткість вітрила. Такі латкишені виконують наскрізними, тобто вони досягають передньої шкаторини. Одне вітрило може оснащуватися декількома комплектами лат. Для слабких вітрів служать більш м'які лати, для сильних вітрів — більш жорсткі.

### Рифи
Рифи служать для оперативного зменшення площі вітрила при посвіжілому вітрі. Вони являють собою довгі горизонтальні смужки щільної парусини (риф-банти), пришиті прямо до м'якоті вітрила. З певним кроком у риф-бантах пробиті отвори — риф-гати і посилені люверсами. У люверси протягнуті короткі слабкокручені штерти — риф-сезні. Обв'язуючи риф-сезні навколо рангоуту, моряки зменшують площу вітрила — «беруть рифи». Зазвичай на вітрилі від двох до чотирьох рифів.

### Кренгельси і люверси
Для кріплення до вітрил рангоутних дерев і снастей такелажу використовуються отвори — кренгельси і люверси. Перші утворюються зі сталок троса (наприклад, при пришиванні ліктроса) і розташовуються на шкаторинах. У кренгельси ув'язуються шпрюйти кількох снастей рухомого такелажу (штик-болтів, горденів, булінів). Люверси утворюються пробиттям отворів у парусині з наступним їх зміцненням обшиванням нитками чи обтисканням плоскими металевими кільцями. Використовуються для просилювання шкотів, галсів, фалів, ревантів, слаблінів, риф-сезнів, риф-штертів, риф-шкентелів.

## Регулювання вітрил

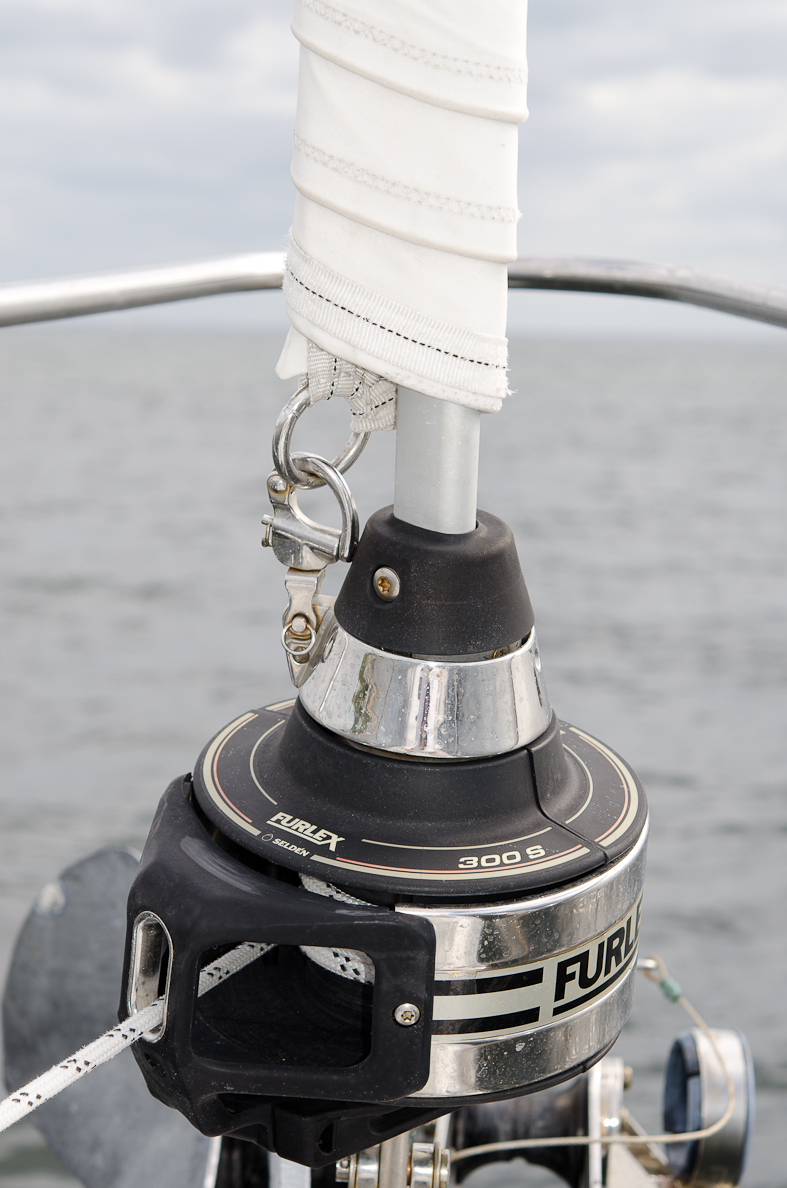
Патент-риф

Для змінювання поверхні вітрила і відповідно сили його тяги використовуються кілька способів.

### Взяття рифів
Найстаріший спосіб зменшити площу вітрила — взяття рифів (рифування). Для цього косе вітрило (і невелике пряме) згортають знизу і підв'язують згорнуту частину риф-штертами; пряме вітрило підбирають догори і захоплюють його риф-сезнями до леєра на реї.

### Патент-риф
Інший спосіб зменшити площу вітрила — намотування його на рангоут або такелаж. Для цієї мети застосовуються пристрої, що називаються патент-рифами. Патент-риф на гіку дозволяє намотувати вітрило на гік чи на стрижень всередині гіка, зменшуючи тим самим вітрильну площу, патент-риф на штагу — аналогічним чином зменшити площу стакселя.

### Вигин рангоуту
Вигином середини щогли назад можна збільшити пузо вітрила, тим самим збільшивши і тягу, що буває потрібно при слабкому вітрі. Відповідно, вигинанням середини щогли допереду пузо вітрила і разом з тим тяга зменшуються.